# Розенблат, Барбара
Барбара Розенблат (англ. Barbara Rosenblat; род. 17 июля 1950, Лондон) — американская актриса, родом из Англии. Розенблат большую часть своей карьеры работала рассказчиком аудиокниг, общее число которых превышает четыре сотни. За свою карьеру она также появилась с небольшими ролями в нескольких фильмах и телешоу, а также выступала на бродвейской сцене.
Наибольшей известности добилась благодаря второстепенной роли Мисс Розы, больной раком заключённой и бывшего грабителя банков, в сериале Netflix «Оранжевый — хит сезона», где она снималась с 2013 по 2014 год. Её персонаж снискал популярность во втором сезоне, в особенности после того, как в финале сезона оказался ключевой фигурой.